# Friedrich Immanuel Niethammer

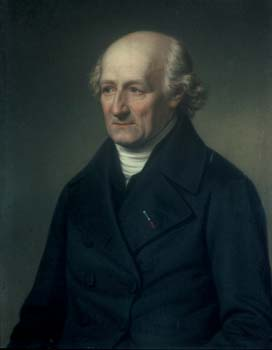
Friedrich Immanuel Niethammer (Ölgemälde im Besitz der Bayerischen Akademie der Wissenschaften), Foto: BAdW

Friedrich Philipp Immanuel Niethammer, später Ritter von Niethammer (* 26. März 1766 in Beilstein; † 1. April 1848 in München) war ein deutscher Philosoph und evangelischer Theologe.

## Leben
Der in Württemberg in einer Pfarrersfamilie geborene Niethammer trat 1780 in die Klosterschule in Denkendorf ein, wechselte 1782 in die höhere Klosterschule nach Maulbronn und wurde 1784 Stipendiat im Tübinger Stift, wo er Friedrich Hölderlin, Georg Wilhelm Friedrich Hegel und Friedrich Wilhelm Joseph Schelling kennenlernte.
1790 kam er nach Jena, wo er bei Carl Leonhard Reinhold die Philosophie Kants studierte und sich mit Franz Paul von Herbert aus Klagenfurt anfreundete, mit dem er bis zu dessen Tod befreundet blieb und in dessen Bleiweißfabrik er 1793/94 arbeitete. Beide waren auch mit dem Reinhold-Schüler Johann Benjamin Erhard befreundet, der 1795 das Buch Über das Recht des Volkes zu einer Revolution veröffentlichte.
Ab 1794 las er an der Universität Jena Philosophie; ab 1797 gab er gemeinsam mit Johann Gottlieb Fichte das Philosophische Journal heraus und wurde dadurch 1798 in den Atheismusstreit verwickelt, den sein und Herberts Freund Friedrich Karl Forberg ausgelöst hatte.
1795 widmete er Herbert die Schrift Über Religion als Wissenschaft zur Bestimmung des Inhalts der Religionen und der Behandlungsart ihrer Urkunden. Die Schrift war ein Versuch, die Theologie Gottlob Christian Storrs "aus den Angeln zu heben".
1797 legte er seine theologische Dissertation vor, die er im Oktober 1797 erfolgreich verteidigte. 1798 erschien eine Übersetzung der Dissertation in Deutsche. Mit der Dissertation trat Niethammer von der philosophischen in die theologische Fakultät über. Im März 1798 wurde er zum außerordentlichen Professor der Theologie ernannt. "Die Aufnahme in die theologische Fakultät ist nicht als schlichter Fakultätswechsel, sondern nach den Gepflogenheiten der Zeit durchaus als Aufstieg zu verstehen." Von 1798 bis 1804 wirkte er nun als außerordentlicher Professor der Theologie in Jena.
Im Sommer 1804 nahm er eine Berufung nach Würzburg an, wo er auch das Amt des Oberpfarrers der protestantischen Gemeinde am ersten Advent 1804 antrat, und wurde 1806, nachdem das ehemalige Fürstbistum an den Großherzog Ferdinand von Toskana übergegangen war, protestantischer Oberschulkommissar von Franken. Niethammer wurde zunächst nach Bamberg versetzt und ab 1807 setzte er, berufen nach München, als bayerischer Zentralschulrat für die protestantische Kommission die Lehrplanreform im neuhumanistischen Sinne durch.
Der von Ciceros humanitas abgeleitete Begriff Humanismus wurde zunächst durch Niethammer für eine Kritik an der durch die Aufklärung geprägten Pädagogik verwendet. In dem Buch Der Streit des Philanthropinismus und des Humanismus in der Theorie des Erziehungs-Unterrichts unsrer Zeit, Jena 1808, schlug sich diese Kritik nieder. Aus Niethammers Sprachgebrauch entstand der Begriff des humanistischen Gymnasiums. 1808 wurde er außerordentliches Mitglied der Bayerischen Akademie der Wissenschaften, 1822 schließlich ordentliches Mitglied der Forschungseinrichtung.
Bis 1826 war er Oberschul- und Oberkirchenrat, bevor er nur noch das kirchliche Amt wahrnahm. 1833 wurde ihm von König Wilhelm I. von Württemberg das Ritterkreuz des Ordens der württembergischen Krone verliehen, 1838 von Ludwig I. von Bayern das Ritterkreuz des Verdienstordens der Bayerischen Krone. Mit beiden Orden war die Erhebung in den persönlichen Adelsstand verbunden.
1836 erwarb er für 600 Gulden die Burg Hohenbeilstein in seinem Geburtsort Beilstein.
Von 1837 bis zu seinem Tod war er Mitglied der Kammer der Reichsräte der Bayerischen Ständeversammlung.
Sein Sohn war der Jurist und Politiker Julius von Niethammer.

## Grabstätte

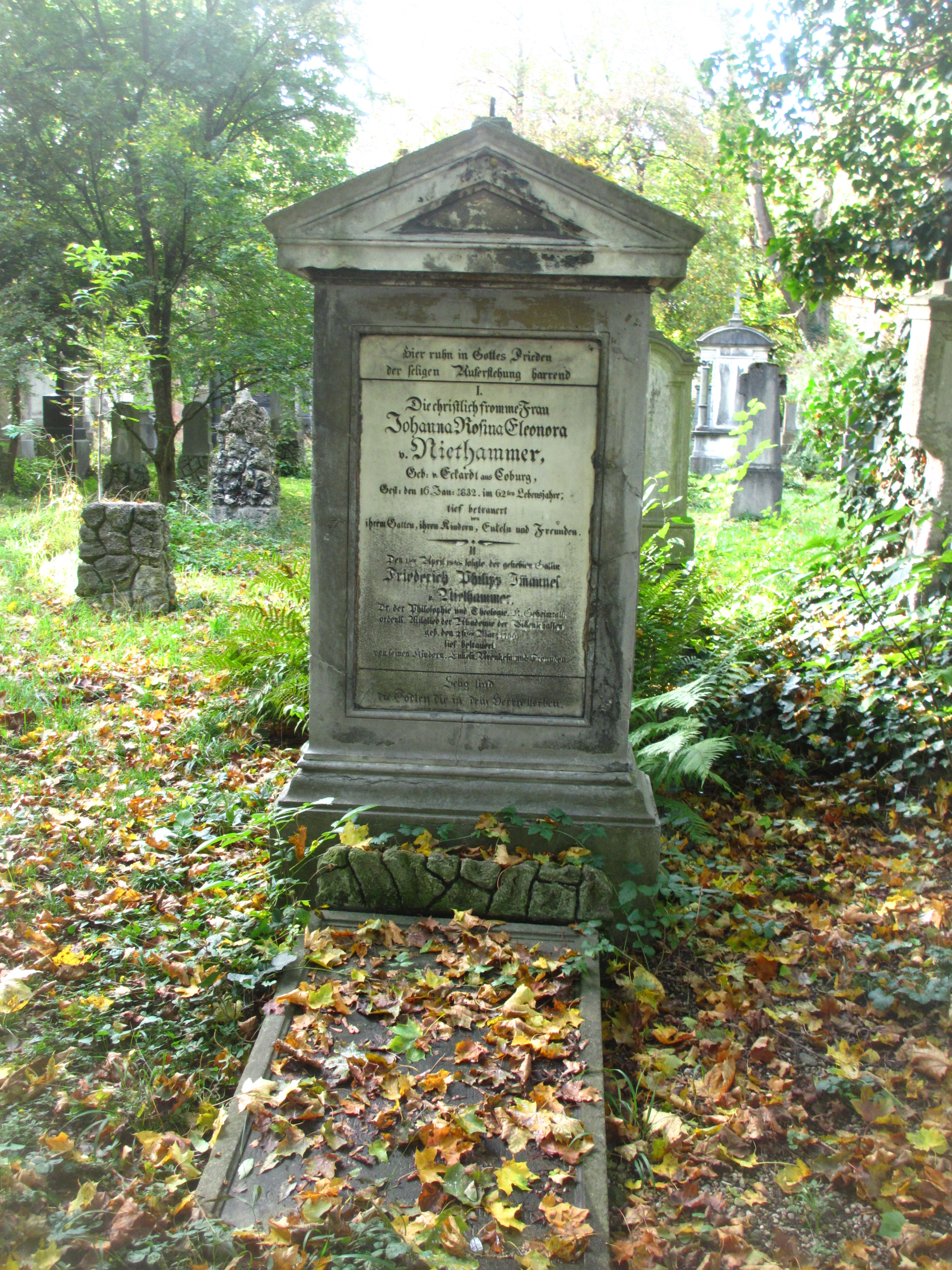
Grab von Friedrich Immanuel Niethammer auf dem Alten Südlichen Friedhof in München

Die Grabstätte von Friedrich Immanuel Niethammer befindet sich auf dem Alten Südlichen Friedhof in München (Gräberfeld 12 – Reihe 2 – Platz 31/32) Standort.

## Veröffentlichungen (Auswahl)
- Über den Versuch einer Kritik aller Offenbarung. Jena 1792.
- Ueber Religion als Wissenschaft zur Bestimmung des Inhalts der Religionen und der Behandlungsart ihrer Urkunden. Neustrelitz 1795.
- Der Streit des Philanthropinismus und Humanismus in der Theorie des Erziehungs-Unterrichts unsrer Zeit. Frommann, Jena 1808. (Digitalisat und Volltext im Deutschen Textarchiv)